# Jan Hirt
Jan Hirt (Třebíč, 21 gennaio 1991) è un ciclista su strada ceco che corre per il team Israel-Premier Tech. Professionista dal 2015, ha caratteristiche di scalatore, e ha vinto una tappa al Giro d'Italia 2022.

## Carriera
Nel 2009 vince il titolo in linea di campione nazionale ceco tra gli Juniores. Nel 2012 passa alla Leopard-Trek Continental, mentre nel 2014 gareggia con la Etixx; nel 2015 si accorda quindi con il team polacco CCC Sprandi Polkowice, debuttando da professionista. Alla sua prima stagione da pro conclude il Giro d'Austria con due piazzamenti, arrivando terzo a Kitzbüheler Horn dietro a Víctor de la Parte e Ben Hermans e secondo sull'arrivo sito a Dobratsch, ancora alla spalle dello spagnolo de la Parte, terminando la corsa a tappe in terza posizione. Nella stagione 2016 si fa notare nuovamente al Giro d'Austria, dove vince la quarta frazione e la classifica generale.
Nel 2017, dopo aver corso il Giro di Croazia, concluso al terzo posto a 23" dal vincitore Vincenzo Nibali, partecipa alla sua prima grande corsa a tappe, il Giro d'Italia. Dopo aver perso terreno dai migliori sul Blockhaus, corre una terza settimana che lo riporta a ridosso dei primi dieci della classifica generale, arrivando poco distante dai migliori sulle salite di Oropa, Bormio, Ortisei (dove chiude quinto), Piancavallo e Asiago, terminando così la "Corsa rosa" in dodicesima posizione a più di venti minuti da Tom Dumoulin.
Nel 2022 torna al successo dopo sei anni vincendo prima la "tappa regina" e la classifica finale del Tour of Oman, quindi, a maggio, la sedicesima tappa del Giro d'Italia, da Salò all'Aprica, al termine di una lunga fuga conclusa con un attacco solitario di 7,9 km; chiude la "Corsa rosa" al sesto posto.

## Palmarès

### Strada
- 2008 (Juniores)

4ª tappa Tour du Pays de Vaud (Assens > Eclépens)
- 2009 (Juniores)

2ª tappa Grand Prix Général Patton (Wincrange > Wincrange)
Classifica generale Grand Prix Général Patton
Campionati cechi, Prova in linea Junior
- 2013 (Leopard Under-23)

4ª tappa Tour d'Azerbaïdjan (Qəbələ > Pirqulu)
- 2014 (Etixx)

3ª tappa Giro della Repubblica Ceca (Zábřeh > Šternberk)
- 2016 (CCC Sprandi Polkowice, due vittorie)

4ª tappa Österreich-Rundfahrt (Rottenmann > Edelweißspitze)
Classifica generale Österreich-Rundfahrt
- 2022 (Intermarché-Wanty-Gobert Matériaux, tre vittorie)

5ª tappa Tour of Oman (Samail > Jabal Akhḍar)
Classifica generale Tour of Oman
16ª tappa Giro d'Italia (Salò > Aprica)

#### Altri successi
- 2012 (Leopard Under-23)

Classifica giovani Okolo Slovenska
- 2013 (Leopard Under-23)

1ª tappa Giro della Repubblica Ceca (Uničov, cronosquadre)

## Piazzamenti

### Grandi Giri
- Giro d'Italia

2017: 12º
2018: 46º
2019: 27º
2021: 26º
2022: 6º
2023: non partito (11ª tappa)
2024: 8°
2025: non partito (7ª tappa)
- Tour de France

2020: 67º
2024: 67º
- Vuelta a España

2018: 74º
2020: 56º
2021: 28º
2022: non partito (6ª tappa)
2023: 59º

### Classiche monumento
- Liegi-Bastogne-Liegi

2020: 49º
- Giro di Lombardia

2015: ritirato
2016: ritirato
2018: 71º
2021: ritirato

### Competizioni mondiali
- Campionati del mondo

Valkenburg 2012 - In linea Under-23: 45º
Toscana 2013 - In linea Under-23: 12º
Innsbruck 2018 - In linea Elite: 17º
Imola 2020 - In linea Elite: 59º
Wollongong 2022 - In linea Elite: ritirato

### Competizioni europee
- Campionati europei

Verbania 2008 - In linea Juniores: 53º
Offida 2011 - In linea Under-23: 26º
Olomuoc 2013 - In linea Under-23: ritirato